# Nitrato de cobalto (III)
El nitrato de cobalto (III) es un compuesto inorgánico con la fórmula química Co(NO3)3. Es un sólido diamagnético de color verde que sublima a temperatura ambiente.

## Estructura
El compuesto es un complejo de coordinación molecular. Los tres ligandos bidentados de nitrato confieren una disposición octaédrica distorsionada. Los ligandos de nitrato son planares. Con simetría D3, la molécula es quiral. La longitud de los enlaces Co-O es de aproximadamente 190 pm. Los ángulos O-Co-O de los átomos de oxígeno quelantes en el mismo anión nitrato son de unos 68 grados. La misma geometría parece persistir en solución de tetracloruro de carbono.

## Preparación y reacciones
El nitrato de cobalto (III) se puede preparar mediante la reacción de pentóxido de dinitrógeno N
2O
5 con fluoruro de cobalto (III) CoF
3. Se puede purificar mediante sublimación al vacío a 40 °C.  
El nitrato de cobalto (III) oxida el agua, de modo que la solución verde inicial se vuelve rosa rápidamente y se forman iones de cobalto (II) y se libera oxígeno. El nitrato de cobalto (III) puede intercalarse en el grafito en una proporción de una molécula por cada doce átomos de carbono.